# Hestra SSK

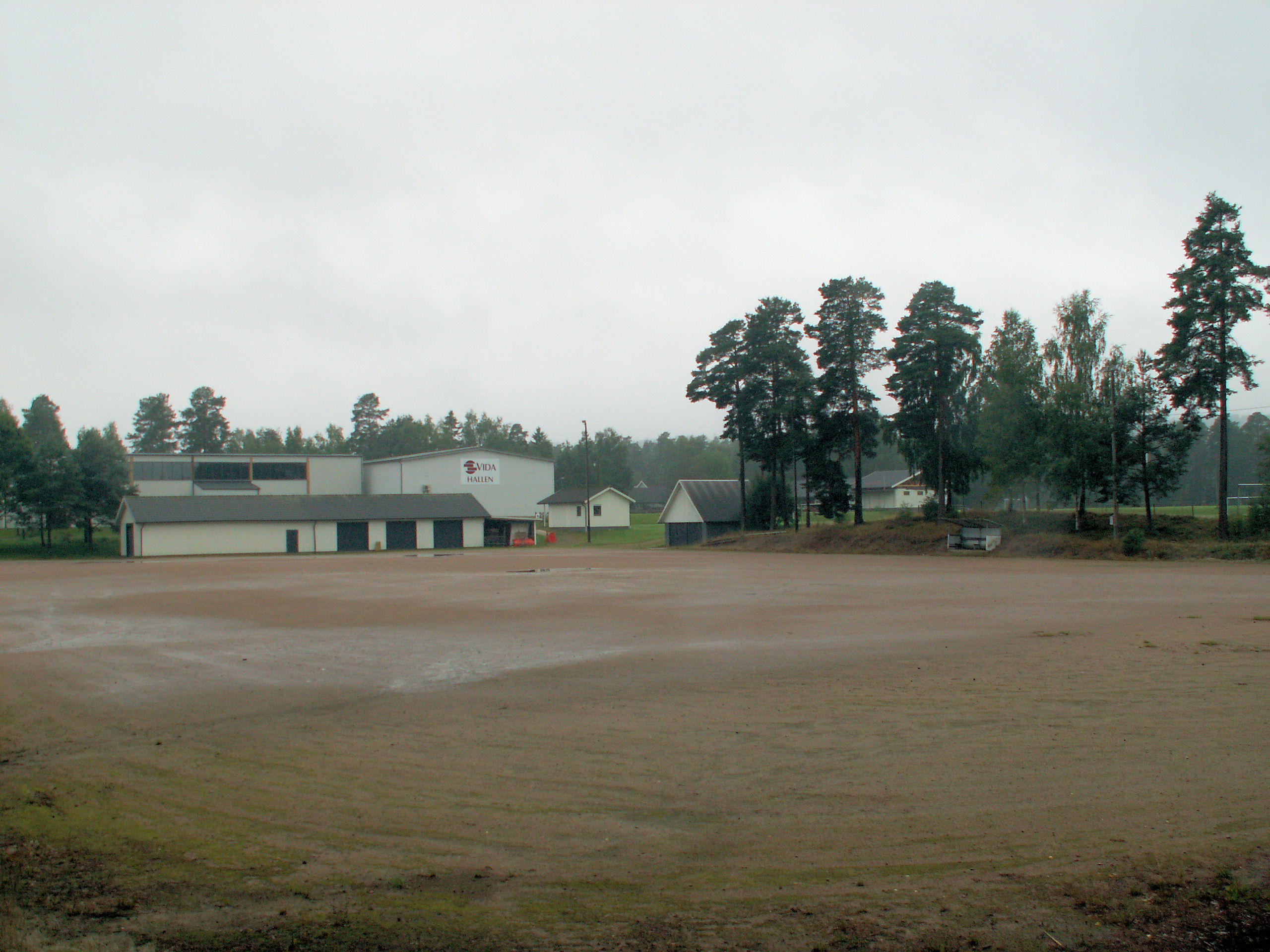
Grusplanen på Isamon

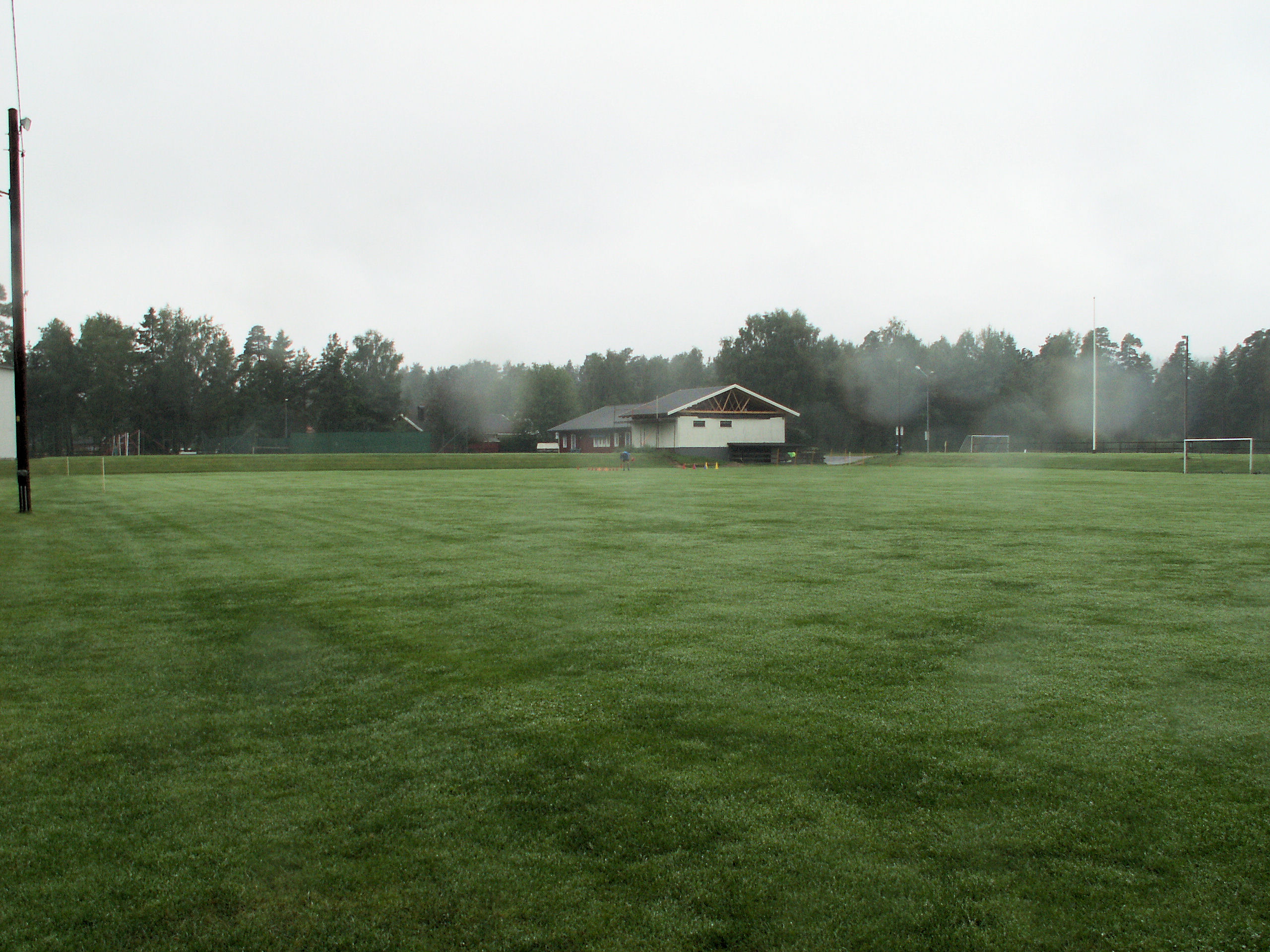
B-plan på Isamon med paviljongen i bakgrunden.

Hestra SSK är en idrottsklubb i Hestra som bildades 1938 som Hestra skidklubb som ett par veckor senare utökade namnet till Hestra Skid & Sportklubb.
Under årens lopp har verksamheten ändrats där en del sporter försvunnit och nya tillkommit. I dag bedrivs inom Hestra SSK alpin skidsport, fotboll, innebandy och volleyboll.
Under årens lopp har Hestra SSK byggt ut och förbättrat sportanläggningen Isamon som nu upptar tre gräsplaner, en grusplan, tennishall, en tennisplan utomhus, en beachvolleyboll-plan och belyst elljusspår på totalt fem km samt skid- och motionsspår i varierande längder och enklare friidrottsplaner. Isamon har även på byggnadssidan ett klubbhus, omklädningsbyggnad, vallabod, garage, förråd och pumphus.

## Kända idrottare från Hestra SSK
- Mattias Bjärsmyr, fotboll
- Erika Hansson, alpin skidåkning, främst storslalom
- Martin Hansson, alpin skidåkning, främst slalom
- Gudrun Magnusson, höjdhopp